# 安禅寺 (新宿区)
安禅寺（あんぜんじ）は、東京都新宿区にある天台宗の寺院。

## 歴史
1608年（慶長13年）、日蓮宗僧侶（名は不詳）によって開山された。その後、堯観（1695年寂）によって中興された。その際に天台宗に転宗した。
元々は麹町に位置していたが、1634年（寛永11年）に現在地に移転した。
当初は「安善寺」という名称であった。ところが、いつのころからか「安禅寺」が使われ始め、寛延（1748年 - 1751年）以降は「安禅寺」としての記録が残るようになった。1813年（文化10年）、寺社奉行の裁定によって正式に「安禅寺」となった。
当寺の聖観世音菩薩は慈覚大師円仁の作といわれており、円仁が延暦寺で自ら彫ったものという。1571年（元亀2年）の比叡山焼き討ちの際に、僧侶に背負われて美濃国の山中に逃れた。正徳年間（1711年 - 1716年）に当寺に移されることになった。

## 交通アクセス
- 四谷三丁目駅2番出口より徒歩3分（経路案内）。
- 曙橋駅A1出口より徒歩7分（経路案内）。